# Křížová cesta (Lhenice)
Křížová cesta ve Lhenicích na Prachaticku se nachází jižně od obce na úbočí vrchu Kozí kámen.

## Historie
Křížová cesta má čtrnáct zděných výklenkových kapliček. Spojuje obecní hřbitov s kaplí u studánky v Brabcích.
První kapličku nechal v Brabcích zbudovat v letech 1865–1866 lhenický lékař František Nemastil na památku své zemřelé dcery. Rod Nemastilů nechal o rok později postavit druhé zastavení a během následujícího roku byla postavena zbývají zastavení do celkového počtu čtrnáct. Roku 1928 byla zastavení opravena a opatřena obrazy malovanými na plechu, jejich autorem byl malíř Tomáš Peterka. Kovové desky zkorodovaly a malba byla téměř zničena. Protože restaurování desek nebylo pro silné poškození plechů možné, byly zhotoveny repliky, jejichž autorkou je paní Vladimíra Fridrichová Kunešová. Tyto nové desky jsou opatřeny izolací a nalakovány ochrannými laky. Práce byla dokončena a instalována roku 2001.